# Castelnau-Barbarens
Castelnau-Barbarens è un comune francese di 512 abitanti situato nel dipartimento del Gers nella regione dell'Occitania.

## Società

### Evoluzione demografica
Abitanti censiti